# 谢扶民
谢扶民（1910年—1974年），男，壮族，广西田东人，中华人民共和国政治人物。

## 生平
谢扶民是广西田东县祥周乡人。早年参加红军，并参加百色起义。1930年，调任右江农民赤卫军连队文书、司务长，后任红二十师政治部组织科组织干事。1932年，调任红七军青年科长和第十九师政治部青年科长，参加中央苏区第二次至第五次反围剿战争。1934年，随红一方面军长征，任红三军团五师宣传科长、红三十一军政治部副主任兼宣传部长。
抗日战争期间，任八路军留守兵团第385旅政治部副主任、主任，陕甘宁晋绥联防军第385旅政治部主任。
第二次国共内战期间，他奔赴东北，任东北民主联军吉东军区政治部主任、吉林省军区延边军分区副政委兼警备一旅政委，第165师政委、第四野战军第15兵团第43军政治部主任，率部参加辽沈战役、平津战役、渡江战役等。
中华人民共和国成立后，担任中共梧州地委书记、梧州市市长，后升任中共广西省委组织部长、中共广西壮族自治区书记，全国人大民族委员会主任，第二届全国人大民族事务委员会主任委员等职。著有《韦拔群》、《转战千里》、《长征什记》等。